# 国际图书馆协会和机构联合会
国际图书馆协会和机构联合会（IFLA，International Federation of Library Associations and Institutions），简称“国际图联”，成立于1927年，总部设在荷兰海牙。它是联合各国图书馆协会、学会共同组成的一个机构，是世界图书馆界最具权威、最有影响的非政府的专业性国际组织。是联合国教科文组织“A级”顾问机构，是国际科学联合会理事会准会员，世界知识产权组织观察员。1995年，共有138个国家和地区的1381个协会、机构和个人参加了国际图联。截至2017年，現在在世界各地的大約150個國家超過1,600個會員。